# Camillo von Seebach

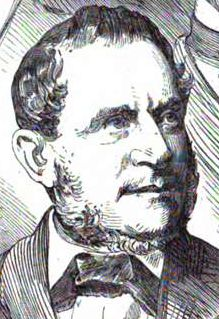
Camillo von Seebach, 1867. Grafik von Hermann Scherenberg.

Camillo Richard Freiherr von Seebach (* 9. Juli 1808 in Donndorf; † 3. März 1894 in Gotha) war ein deutscher Jurist und Staatsminister von Sachsen-Coburg und Gotha.

## Leben
Camillo Richard Freiherr von Seebach entstammte dem alten, ursprünglich thüringischen Adelsgeschlecht von Seebach. Angehörigen der Familie wurde 1855 den Freiherrenstand bestätigt. Friedrich Thilo von Seebach (* 23. Februar 1782 in Altenburg; † 23. Januar 1870 in Dresden) wurde königlich sächsischer Oberst der Kavallerie und Generalintendant der Sächsischen Armee. Er heiratet am 9. Juni 1805 Elisabeth Sophia Luise Philippine Caroline Friederike von Seebach (* 9. Januar 1782; † 22. Januar 1852), eine entfernte Verwandte aus dem Haus Kammerforst. Sie waren die Eltern von Camillo. Sein jüngerer Bruder Albin Leo von Seebach wurde sächsischer Gesandter und war Mitglied der ersten Kammer des Sächsischen Landtages.
Seebach verlebte seine Jugend in Langensalza, wo sein Vater Thilo von Seebach als Offizier im königlich-sächsischen Husarenregimente diente, und später Grimma. Er besuchte von 1820 bis 1826 die Fürstenschule Grimma. Nach dem Abitur studierte er an der Universität Leipzig und der Georg-August-Universität Göttingen Rechtswissenschaft. Er war Mitglied der Corps Saxonia Leipzig (1826) und Lunaburgia Göttingen (1827). 1829 wurde er in den sächsischen Staatsdienst aufgenommen, 1837 zum Beisitzer beim Appellationsgericht und 1842 zum Appellationsgerichtsrat in Dresden ernannt.
Zum 1. Dezember 1849 wurde der fähige Jurist von Herzog Ernst II. zum Staatsminister des Doppelherzogtums Sachsen-Coburg und Gotha berufen und behielt diesen Posten bis zu seiner Pensionierung. Während der gesamten Zeit wohnte er im Mansardgeschoss des nach dem Tod der Herzoginwitwe Karoline Amalie freigewordenen Winterpalais. Herzog Ernst II. schrieb 1850 an seinen Bruder Albert: „Endlich habe ich nun an Herrn v. S. einen talentvollen noch jüngeren Mann gefunden, der durch seinen geraden, aber versöhnlichen Charakter überall geachtet war und hier den besten Eindruck gemacht hat. Er gehört der conservativ-liberalen Partei an, also ganz die Politik, die wir hier einschlagen, und der du ja auch ergeben bist.“
Von Seebach erarbeitete das am 3. Mai 1852 verabschiedete Gemeinsame Staatsgrundgesetz für die beiden Länder, das seinerzeit als die fortschrittlichste und liberalste Verfassung aller deutschen Staaten galt, konstituierte sie doch eine parlamentarische Demokratie mit dem Herzog als Staatsoberhaupt. Das Staatsgrundgesetz bezeichnete zwar die Herzogtümer als „vereinigtes, untrennbar Ganzes“, ließ aber weiterhin die zwei Landtage mit eigenem Haushalt und getrennte Abteilungen im Staatsministerium bestehen. Der neue gemeinsame Landtag der Herzogtümer Gotha und Coburg war für die Außenpolitik, das Militärwesen, Zoll, Post und Justiz zuständig. Unter von Seebachs Federführung entstand 1863 in Gotha auch das erste deutsche Volksschulgesetz. Jahre später rühmte der Herzog von Seebachs unwandelbare Treue und schätzte sich glücklich, ihn als Minister gehabt zu haben. Er schrieb: „v. S. war aus innerster Ueberzeugung Anhänger der bundesstaatlichen Richtung unter preußischer Führung und griff überall mit vielem Glücke ein“, eine Tatsache, die dem Bundesratsmitglied von Seebach auch den Respekt des Reichskanzlers Bismarck einbrachte. Nach 38 Jahren als Minister ging Camillo von Seebach am 27. März 1888 in den Ruhestand.
Er war vermählt mit Eufemia Gräfin von Kalckreuth, von den 16 gemeinsamen Kindern überlebten jedoch nur acht den Vater. Von Seebach wurde neben seiner bereits 1862 verstorbenen Gattin auf dem Gothaer Friedhof IV zur letzten Ruhe gebettet. Sein Grabstein verschwand mit der Einebnung des Friedhofes im Jahre 1951.

## Ehrungen
Anlässlich seines 25. Ministerjubiläums am 1. Dezember 1874 wurden von Seebach die Ehrenbürgerwürden der Städte Gotha und Coburg verliehen. In Gotha wurde aus diesem Anlass eine Straße nach ihm benannt, die Universität Jena verlieh ihm die Ehrendoktorwürde der Philosophie.